# Adelio Dell'Oro
Adelio Dell’Oro (né le 31 juillet 1948 à Milan) est un ecclésiastique italien, actuel évêque de Karaganda au Kazakhstan.

## Biographie
Adelio Dell’Oro entre en 1959 au petit séminaire de Milan et en 1967 au grand séminaire. Il fréquente la faculté théologique d'Italie-Septentrionale (à Milan). Il est ordonné le 28 juin 1972. Tout en assumant plusieurs missions en paroisse (dont au début Saint-André de Milan), il est professeur de religion dans diverses écoles secondaires et techniques. Mais il part en 1997 comme prêtre Fidei donum pour le Kazakhstan indépendant depuis six ans et où tout est à construire, après soixante ans de communisme athée. Il est directeur spirituel au nouveau séminaire de Karaganda et directeur de la Caritas (Secours catholique) du Kazakhstan. De 2007 à 2009, il est prêtre diocésain dans l'archidiocèse d'Astana (à Vichniovka-Archaly) et collabore à la nonciature apostolique d'Astana. Il retourne en Italie pendant deux ans de 2010 à 2012 où il est entre autres assistant diocésain au sein du mouvement Communion et Libération dans l'archidiocèse de Milan.
Le pape Benoît XVI le nomme le 7 décembre 2012 évêque titulaire de Castulo (de) avec le poste d'administrateur apostolique pour l'administration apostolique d'Atyraou qui recouvre tout l'ouest du Kazakhstan. Cette région, contrairement à d'autres régions du pays, est peu christianisée et dans les zones où les communautés chrétiennes sont présentes, elles sont massivement orthodoxes avec une forte dynamique de nouvelles dénominations protestantes d'origine américaine. L'ethnie kazakhe est largement majoritaire dans cette région (contrairement au nord du pays), et après des décennies d'athéisme officiel, renoue en grande partie avec le sunnisme. Mgr Dell'Oro est consacré des mains du cardinal Scola le 2 mars 2013 (les co-consécrateurs sont le cardinal Tettamanzi, archevêque de Milan, et Mgr Peta, archevêque d'Astana, ainsi que le nonce au Kazakhstan (en), Mgr Miguel Maury Buendía).
Le pape François le nomme le 31 janvier 2015 évêque de Karaganda, tandis que l'administrateur apostolique d'Atyraou devient Dariusz Buras, le 16 mai suivant.

## Succession apostolique
Adelio Dell'Oro a ordonné les évêques suivants :
- Évêque Yevgeniy Zinkovskiy (en) (2021)